# Dolomedes lafoensis
Espèce
Dolomedes lafoensis est une espèce d'araignées aranéomorphes de la famille des Dolomedidae.

## Distribution
Cette espèce est endémique de Nouvelle-Calédonie.

## Description
Le mâle mesure 12,5 mm et la femelle 13 mm.

## Systématique et taxinomie
Cette espèce a été décrite par Berland en 1924.

## Étymologie
Son nom d'espèce, composé de lafo[a] et du suffixe latin -ensis, « qui vit dans, qui habite », lui a été donné en référence au lieu de sa découverte, La Foa.

## Publication originale
- Berland, 1924 : « Araignées de la Nouvelle-Calédonie et des iles Loyalty. » Nova Caledonia. Zoologie, vol. 3, p. 159-255 (texte intégral).